# Parafia św. Marcina w Granowie
Parafia Świętego Marcina w Granowie – rzymskokatolicka parafia w Granowie, należy do dekanatu stęszewskiego. Powstała w XIII wieku. Mieści się przy ulicy Szkolnej. Kościołem parafialnym jest kościół św. Marcina.

## Historia
Parafia w Granowie istniała już przed 1298 rokiem, kiedy została włączona do nowo utworzonego archidiakonatu większego poznańskiego. Podczas potopu szwedzkiego kościół znacznie uszkodzony w pożarze. Na polecenie Doroty Radomickiej w roku 1729 świątynię rozebrano i wybudowano od nowa. W latach 1868–1869 budowlę gruntownie odnowiono. W czasie drugiej wojny światowej niemiecka władza okupacyjna zakazała odprawiania mszy.